# Kunal Nayyar
Kunal Nayyar (n. 30 aprilie 1981, Greater London, Anglia, Regatul Unit) este un actor britanic de origine indiană, cunoscut pentru rolul lui Rajesh Koothrappali din Teoria Big Bang. Forbes l-a declarat pe Nayyar ca fiind al treilea cel mai bine plătit actor de televiziune în anii 2015 și 2018, cu încasări de 20 de milioane de dolari și 23,5 milioane.